# Hello Mr. my yesterday
《Hello Mr. my yesterday》为Hundred Percent Free的第一张单曲。

## 概要
在以下节目中均作为片尾曲使用。（除《名侦探柯南》以外均为一月份使用）
- 读卖电视台制作・日本电视台动画《名侦探柯南》　
  - 第一次为该动画演唱歌曲。
- 名古屋电视台《King Kong的琐事》
- 長野朝日放送《情報Paradise》
- Sky PerfecTV!《MUSIC FOCUS》
- 金泽电视台《となりのテレ金ちゃん》

首次非自主作曲。初回盘附加DVD。
以封面登场的Handole为DJ B-BURG的模特造型。

## 收录歌曲
1. Hello Mr. my yesterday
2. Boom Boom Dreamer
3. Hello Mr. my yesterday (inst.)
4. Boom Boom Dreamer (inst.)

| 动画《名侦探柯南》片尾曲 2010年1月9日 - 2010年9月11日 |                                                 |                                              |
| 前作: BREAKERZ 《光》                                 | Hundred Percent Free 《Hello Mr. my yesterday》 | 次作: 倉木麻衣 《Tomorrow is the last Time》 |